# 224 av. J.-C.
Cette page concerne l'année 224 av. J.-C. du calendrier julien proleptique.

## Événements
- Hiver 225/224 av. J.-C. :
  - Alliance entre Aratos de Sicyone et Antigone III Doson contre Cléomène III de Sparte[1],[2].
  - Corinthe se révolte contre Sparte et rejoint la ligue achéenne[3]. Elle en devient rapidement le membre le plus influent.

- Printemps, guerre de Cléomène : à l'appel d'Aratos de Sicyone, les troupes d'Antigone III Doson passent l'isthme de Corinthe et entrent dans le Péloponnèse à la faveur du retrait spartiate sur Argos révoltée[4].

- 12 juin (21 avril du calendrier romain) : début à Rome du consulat de Titus Manlius Torquatus (pour la seconde fois) et Quintus Fulvius Flaccus (pour la seconde fois) ; dictature de Lucius Caecilius Metellus pour tenir les comices consulaires [5].
  - Les armées des deux consuls envahissent le territoire des Boïens et les contraignent à la paix[6].

- Automne : constitution de la ligue hellénique, dirigée contre Sparte et la Ligue étolienne, à l’initiative du roi de Macédoine Antigone III Doson, qui est nommé hêgêmon à vie (Achéens, Béotiens, Phocidiens, Acarnaniens, Thessaliens et Épirotes)[7].

- Hiver : Cléomène III envoie en otages à Ptolémée III ses enfants et sa mère en échange de son aide[8].

- Épidémie de peste en Chine[9].